# Equinox (série télévisée)
Pour les articles homonymes, voir Equinox (homonymie).
Equinox est une mini-série danoise en 6 épisodes de 45 minutes, créée par Tea Lindeburg et diffusée depuis le 30 décembre 2020 sur Netflix. Il s'agit de l'adaptation du podcasting danois intitulé Equinox 1985.

## Synopsis
En 1999, Astrid, 9 ans, est traumatisée par la mystérieuse disparition de sa sœur Ida avec toute sa classe scolaire, alors qu'ils fêtaient leur diplôme à la coutume danoise. Astrid fait souvent des cauchemars et voit des horribles visions. 20 ans plus tard, Astrid apprend que le seul survivant de la classe s'est mystérieusement suicidé, et décide d'enquêter sur ce qui s'est passé en 1999. Alors qu'elle commence à explorer les événements, il y a longtemps, elle découvre une sombre et troublante vérité qui l'implique dans des situations qu'elle n'avait jamais imaginées…

## Distribution
- Danica Curcic (VF : Chloé Berthier) : Astrid
  - Viola Martinsen : Astrid, 9 ans
- Lars Brygmann : Dennis
- Karoline Hamm (VF : Maryne Bertieaux) : Ida
- Hanne Hedelund : Lene
- Fanny Bornedal (VF : Lou Lévy) : Amelia
- August Carter (VF : Mike Fédée) : Jakob
- Ask Truelsen (VF : Nicolas Duquenoy) : Falke
- Alexandre Willaume : Henrik
- Peder Holm Johansen : Torben
- Rasmus Hammerich : Mathias
- Zaki Nobel Mehabil (VF : Yannick Jaspart) : David
- Tina Gylling Mortensen (VF : Martine Irzenski) : Doris
- Susanne Storm : Isobel
- Kirsten Lehfeldt (VF : Colette Venhard) : Jutta

 Source et légende : version française (VF) sur RS Doublage

## Production

### Tournage
Le tournage a lieu à Copenhague, ainsi qu'à Roskilde et à Frederikssund dans l'île de Sjælland au Danemark.

### Musique
La musique de la mini-série est composée par Kristian Leth et Fridolin Nordsø. Elle est également composée de quelques chansons :
- Premier épisode
  - Barndommens Gade, d'Anne Linnet
  - Vågner i Natten, de Dodo & The Dodos
  - I’ll Be Your Moon, de The Mountains
- Deuxième épisode
  - Lesson One, de Speaker Bite Me
- Troisième épisode
  - I Died In My Teens, de Psyched Up Janis
- Sixième épisode
  - Barndommens Gade, d'Anne Linnet
  - I Died In My Teens, de Psyched Up Janis
  - Vågner i Natten, de Dodo & The Dodos
  - Albion, de The William Blakes

### Fiche technique
Sauf indication contraire, les informations mentionnées dans cette section peuvent être confirmées par la base de données cinématographiques IMDb,  présente dans la section « Liens externes ».
- Titre original : Equinox
- Création : Tea Lindeburg
- Casting : Anja Philip
- Réalisation : Søren Balle (4 épisodes) et Mads Matthiesen (2 épisodes)
- Scénario : Tea Lindeburg (6 épisodes), Andreas Garfield (2 épisodes), Jacob Katz Hansen, Bo Mikkelsen et Mie Skjoldemose
- Musique : Kristian Leth et Fridolin Nordsø
- Décors : Knirke Madelung
- Costumes : Rikke Simonsen
- Photographie : Laust Trier-Mørk (4 épisodes) et Mattias Troelstrup (2 épisodes)
- Montage : Peter Winther (2 épisodes), Cathrine Ambus, Anja Farsig, Kasper Leick et Lars Therkelsen
- Production : Dorthe Riis Lauridsen
- Production déléguée : Piv Bernth et Lars Hermann
- Société de production : Apple Tree Productions
- Société de distribution : Netflix
- Pays de production :  Danemark
- Langue originale : danois
- Format : couleur
- Genres : thriller surnaturel ; énigme, fantastique
- Durée : 45 minutes
- Date de première diffusion :
  - Monde : 30 décembre 2020 sur Netflix

## Épisodes
1. Ça va recommencer (Det kommer til at ske igen)
2. La fille est partie (Pigen er væk)
3. Qu'est-ce que tu vois quand tu dors ? (Hvad er det du ser, når du sover?)
4. Tout est en place (Alt på plads, plads til alt)
5. J'entends des voix (Jeg hører stemmer)
6. Le sang coule dans les veines (Blodet flyder i årerne)

## Accueil

### Critiques
Morten Kildebæk du magazine musical danois Soundvenue souligne qu'« Equinox va vers un territoire de « folk horror » similaire à celui du film Midsommer d'Ari Aster, et il ne semble furieusement pas original. D'un autre côté, la mini-série est racontée de manière efficace et passionnante » (« Equinox bevæger sig mod et folk horror-territorium, som ligner det, Ari Aster udforskede i Midsommar, og det føles ikke rasende originalt. Til gengæld er miniserien effektivt og spændende fortalt »).
Marion Michel de Télérama prévient que « Equinox vend son âme au « folk horror », cette catégorie de thriller horrifique qui voue un culte au paganisme, à grands coups de gourous inquiétants perdus dans la nature, de fidèles en transe et de sacrifices humains. Dans la veine directe du récent film Midsommar, d'Ari Aster (2019), ou du culte The Wicker Man de Robin Hardy (1973), (…) ».